# 由良具滋
由良 具滋（ゆら ともしげ）は、南北朝時代の南朝方の武将。新左衛門。新田義貞の側近で、後代に新田四天王の一人に数えられた。出自は武蔵七党の一つ猪俣党。

## 略歴
新田義貞の家人として元弘3年/正慶2年（1333年）の鎌倉攻めに従軍した。以降、建武2年（1335年）の箱根・竹ノ下の戦い、京都での戦いなど常に義貞に従って各地を転戦した。延元元年（1336年）、白旗城攻めに参加する。同年、義貞は北朝方と戦う拠点を北国に作るため恒良親王、尊良親王を奉じて越前金ヶ崎城に入城するも、北朝方の斯波高経らに包囲される（金ヶ崎の戦い）。
翌延元2年/建武4年（1337年）、城内の兵糧が尽きる中、具滋は自身の血を飲み戦死者の肉を啖い、多勢の北朝方を相手に奮戦する。最期は兵50余を率い打って出て激闘の末、長浜顕寛らと共に戦死した。
敦賀市金ヶ崎町の絹掛神社に、 藤原行房 、義貞の子義顕、瓜生保、里見時成、気比氏治、気比斉晴 、瓜生義鑑、里見義氏、長浜顕寛、武田与一命らと共に合祀されている。

## 関連作品
- 新田次郎『新田義貞』(新潮文庫)
- 吉川英治『私本太平記』(吉川英治歴史時代文庫)